# Poloni
El poloni és l'element químic de símbol Po i nombre atòmic 84. Està situat al grup 16 de la taula periòdica, grup dels calcògens, i al període 6è. Es tracta d'un metall rar i molt radioactiu sense isòtops estables. Químicament, és comparable al seleni i el tel·luri, tot i que el seu caràcter metàl·lic el fa similar als tres elements que el precedeixen en la taula periòdica: el tal·li, el plom i el bismut. El curt període de semidesintegració dels seus isòtops fa que la seva presència en la natura es limiti a traces minúscules de l'efímer poloni 210 (que té un període de semidesintegració de 138 dies) en mineral d'urani com a penúltim descendent de l'urani 238 natural. Els isòtops que tenen un període de semidesintegració una mica més llarg costen molt més de sintetitzar.
Fou descobert el 1898 per Pierre i Marie Curie a la pechblenda de Jáchymov, una varietat del mineral uraninita. És present a la natura com a producte de la desintegració de l'urani i del tori. És molt tòxic i és un dels responsables del càncer de pulmó als fumadors. S'ha emprat per cometre assassinats. Degut a la seva toxicitat i inestabilitat, té poques aplicacions pràctiques, destacant-ne l'ús com a font de particules alfa i, combinat amb el beril·li, com a font de neutrons.

## Història

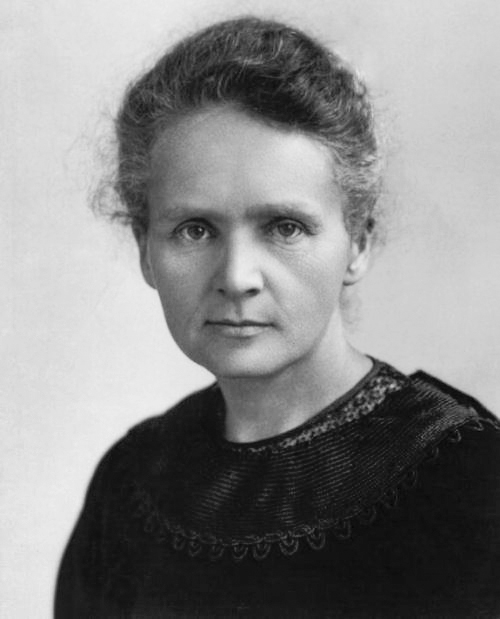
Marie Skłodowska Curie cap el 1900

El 1897 la física polonesa Marie Curie (1867–1934) decidí que la seva tesi doctoral seria una investigació sistemàtica dels misteriosos "rajos d'urani" que el físic francès Antoine H. Becquerel (1852–1908) acabava de descobrir el 1896. Tenia a la seva disposició una ajuda excel·lent: un electròmetre per a la mesura de corrents elèctrics febles, construït pel seu marit el físic Pierre Curie (1859–1906) i el seu germà i basat en l'efecte piezoelèctric. Poc després d’uns dies, Marie descobrí que el tori desprèn els mateixos rajos que l’urani.
La següent idea de Marie fou estudiar els minerals de museus geològics que contenien urani i tori i trobà que l'uranitita era quatre a cinc vegades més activa del que estava era d'esperar per la quantitat d’urani. La seva hipòtesi fou que un nou element més actiu que l’urani estava present en petites quantitats al mineral. Pierre renuncià a la seva investigació i s'uní al projecte de Marie. Observaren que la forta activitat es produïa amb les fraccions que contenien bismut o bari. Quan Marie continuà l'anàlisi de les fraccions de bismut, trobà que cada vegada que aconseguia treure una quantitat de bismut, quedava un residu amb més activitat. A finals de juny de 1898, tenien una substància que era aproximadament 300 vegades més activa que l’urani. El juliol de 1898 publicaren un article informant del probable descobriment d'un nou element que suggeriren que s'anomenés «poloni» pel nom del país de Marie. En aquella època, Polònia no era un país independent i es trobava sota el domini de Rússia, Prússia i Àustria, i Marie tenia l'esperança que aquest nomenament li donaria notorietat. Fou en aquest treball que s'utilitzà el terme «radioactivitat» per primera vegada.

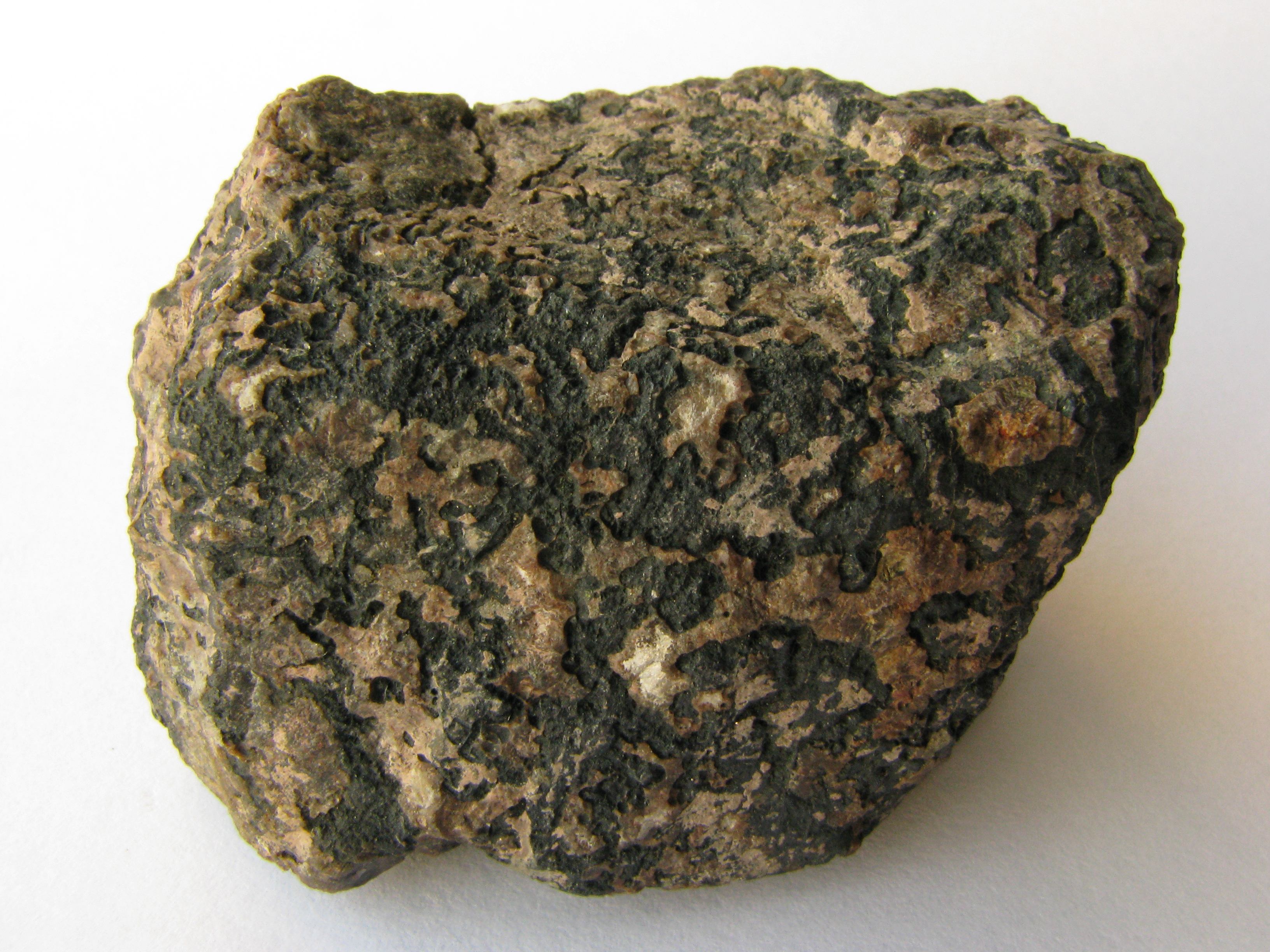
Uraninita

L'espectroscopista francès Eugène Demarçay (1852–1903) examinà l'espectre atòmic del suposat nou element, però no fou capaç de distingir cap línia característica. Uns anys més tard, el 1910, M. Curie i el químic francès André-Louis Debierne (1874–1949) aïllaren 2 mg d'un producte final de diverses tones de residus de mineral d’urani, que contenia aproximadament 0,1 mg de poloni. Un nou estudi espectroscòpic confirmà el descobriment. El 1911, M. Curie rebé el Premi Nobel de Química pel descobriment del poloni i del radi.
Una combinació de poloni i beril·li foren emprats en les primeres bombes atòmiques com a iniciadors de la fissió nuclear. El beril·li absorbeix les partícules alfa emeses pel poloni i, tot seguit, emet neutrons segons la reacció:
{\displaystyle {\ce {^9_4Be + ^4_2He -> ^12_6C + ^1_0n}}}
Els neutrons són els que inicien la reacció en cadena de la fissió nuclear.

## Estat natural i obtenció

Cadena de desintegració de l'urani 238 on es formen 3 isòtops del poloni

El poloni és un element natural molt rar. Se'l troba als minerals d'urani, les seves menes en contenen al voltant de 100 μg per cada tona de mineral, un 0,2 % de la quantitat de radi en els mateixos minerals. El fet que sigui present en aquests minerals es deu al fet que s'origina en totes les cadenes de desintegració (de l'actini o de l'urani 235, de l'urani 238 i del tori).
La presència de poloni 210 a l'atmosfera es deu principalment a la difusió de la desintegració del radó 222 des del terra. L’interval de concentracions d’activitat de poloni 210 a la troposfera és de 0,03−0,3 Bq/m³. El poloni també s'emet a l'atmosfera per activitats antropogèniques, com durant la calcinació de fosfats com a part de la producció del fòsfor o durant l'erupció volcànica com fou el cas de la del volcà Eyjafjallajökull el 2010.
A l’aigua potable de pous, l’activitat deguda al poloni 210 és de l'ordre de 7−50 mBq/L, mentre que a les aigües pluvials i marines, és de l’ordre de 1−100 mBq/L i 1−5 mBq/L, respectivament.
El poloni es pot preparar a partir d'hidròxid de poloni(IV), i d'altres composts de poloni, en dissoldre'l en amoníac líquid. Tanmateix no és econòmic extreure’l de minerals i s’obté bombardejant el bismut 209 amb neutrons per donar el bismut 210, que després decau formant poloni 210. Tot el poloni produït comercialment al món es fabrica a Rússia.
{\displaystyle {\ce {^209Bi + ^1n -> ^210Bi -> ^210Po + ^0e}}}

## Propietats

### Propietats físiques
El poloni és un element del grup 16 de la taula periòdica, situat a la zona de transició entre els metalls i els no-metalls. És de color gris argentat. Cap dels seus isòtops és estable. Les seves propietats són més semblants al tal·li, plom i bismut, que el precedeixen en el mateix període de la taula periòdica, que al tel·luri ubicat al mateix grup just a damunt. La seva densitat és de 9,20 g/cm³, el seu punt de fusió 254 °C i el d'ebullició 962 °C. En estat sòlid s'han descrit dues formes al·lotròpiques, totes dues estables a temperatura ambient i amb característiques metàl·liques. El fet que la seva conductivitat elèctrica disminueixi a mesura que augmenta la temperatura situa el poloni més a prop dels metalls que dels no-metalls.

### Propietats químiques
La configuració electrònica és {\displaystyle {\ce {[Xe] 4f^14 6s^2 5d^10 6p^4}}}, com correspon a un element del grup 16 de la taula periòdica. Per això cal esperar un comportament químic semblant al tel·luri i al seleni, situats per damunt d'ell. En els composts que s'han obtingut d'ell actua amb nombres d'oxidació -1, 0, +2, +4 i +6, essent el més estable el +4. El poloni crema a l’aire per formar l'òxid de poloni(IV) {\displaystyle {\ce {PoO2}}}, sòlid:
{\displaystyle {\ce {Po + O2 -> PoO2}}}
El poloni reacciona en condicions controlades amb els halògens clor, brom i iode per formar els respectius tetrahalurs de colors groc, vermell i negre, respectivament:
{\displaystyle {\ce {Po(s) + 2Cl2(g) -> PoCl4(s)}}}{\displaystyle {\ce {Po(s) + 2Br2(g) -> PoBr4(s)}}}{\displaystyle {\ce {Po(s) + 2I2(g) -> PoI4(s)}}}
El poloni es dissol en àcid clorhídric concentrat, àcid sulfúric o àcid nítric concentrat, inicialment per formar solucions que contenen poloni(2+).
Una de les propietats químiques més importants des de la perspectiva biològica és la seva tendència, com altres elements tetravalents, per hidrolitzar-se i formar col·loides quan hi ha prou massa disponible (Ks ({\displaystyle {\ce {Po(OH)4}}}) = 10−37). El producte de solubilitat del sufur és molt baix (Ks ({\displaystyle {\ce {PoS2}}}) = 10−28,3) és important, i fou la propietat utilitzada pels Curies per aïllar-lo.

## Isòtops

Cadena de desintegració del tori on es formen dos isòtops del poloni

Hi ha set isòtops de poloni presents de manera natural al medi ambient, tots ells radioactius: {\displaystyle {\ce {^210Po}}}, {\displaystyle {\ce {^214Po}}} i {\displaystyle {\ce {^218Po}}} que es generen en la sèrie de desintegració de l’urani 238; {\displaystyle {\ce {^212Po}}} i {\displaystyle {\ce {^216Po}}} en la sèrie del tori; i {\displaystyle {\ce {^211Po}}} i {\displaystyle {\ce {^215Po}}} de la sèrie de desintegració de l'actini o de l'urani 235.
L'isòtop amb un temps de semidesintegració més llarg és el poloni 210, que el té de poc més de 138 dies, i que és prou llarg per a tenir un pes significatiu paper en molts processos ambientals. Es desintegra per emissió d'una partícula alfa originant plom 206, que és estable:
{\displaystyle {\ce {_84^210Po -> _82^206Pb + _2^4He}}}
Tots els altres que es produeixen de manera natural els isòtops tenen un període de semidesintegració de només 3 minuts o menys.
Per una altra banda es coneixen 35 isòtops més, que s'han obtingut de forma artificial, generalment per bombardeig de bismut. El més important és el {\displaystyle {\ce {^209Po}}}, amb un període de semidesintegració de 102 anys, que es desintegra també per emissió d'una partícula alfa i forma plom 205 estable:
{\displaystyle {\ce {_84^209Po -> _82^205Pb + _2^4He}}}

## Aplicacions

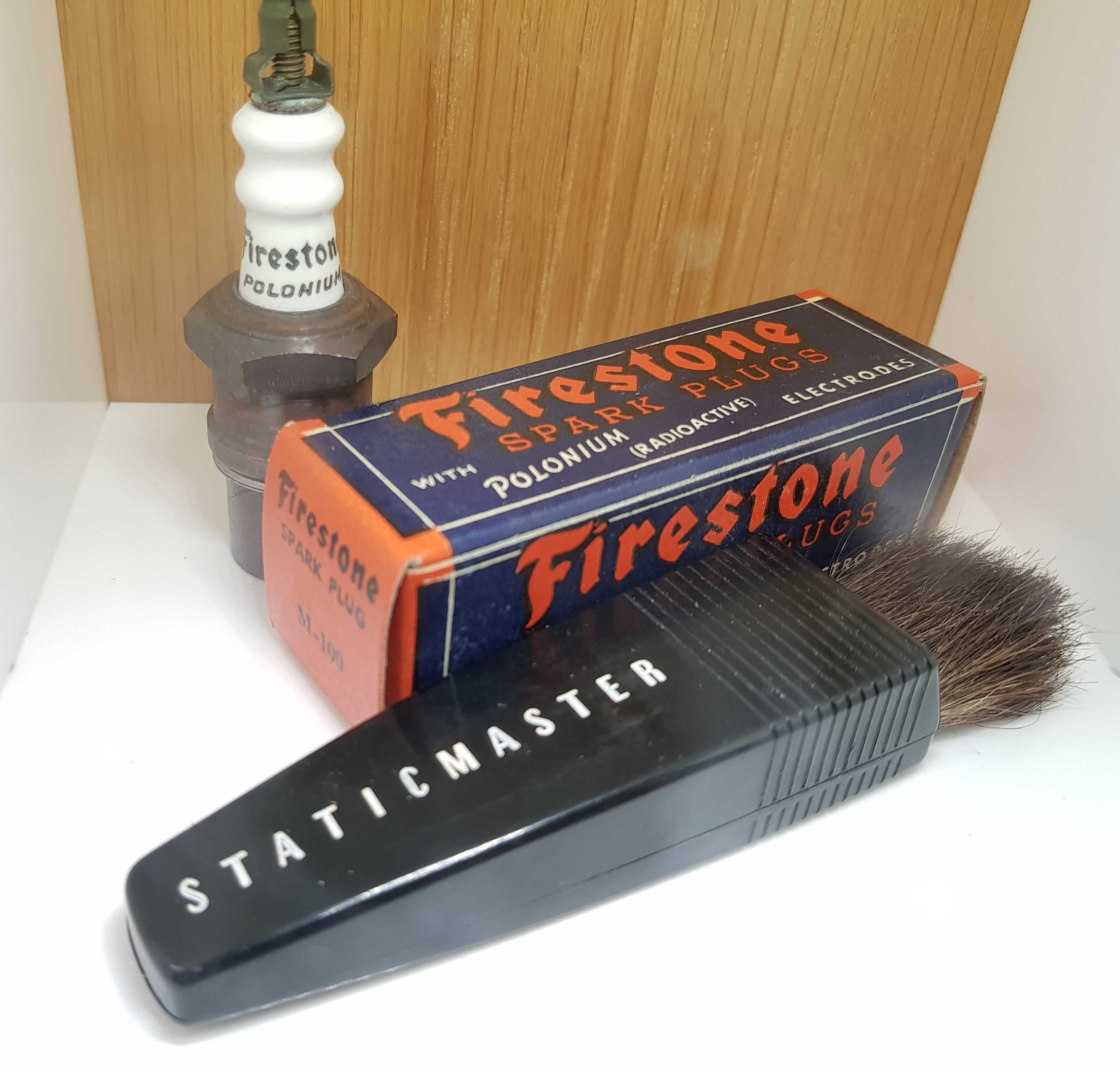
Antigues bugies i eliminador d'electricitat estàtica amb poloni radioactiu

No hi ha gaires aplicacions del poloni. Potser la més important és el seu ús com a font de partícules alfa i, combinat amb el beril·li, de neutrons d'alta energia per a recerca.
{\displaystyle {\ce {_84^210Po -> _82^206Pb + \alpha}}}{\displaystyle {\ce {^9_4Be + \alpha -> ^12_6C + ^1_0n}}}
També s'empra per a calibrar aparells de detecció de radiació. També s'empra per eliminar l'electricitat estàtica en alguns processos industrials, com ara en el desplegament de paper, filferro o xapa metàl·lica en fàbriques. El poloni també s'utilitza de vegades en "raspalls" per eliminar la pols de les pel·lícules fotogràfiques i en la fabricació de bugies que fan que els sistemes d'encesa dels automòbils siguin més eficients, sobretot en temperatures extremadament fredes. També es pot utilitzar com a font d’energia portàtil de baix nivell i, atès que el poloni és fissible, s’utilitza en armes nuclears i plantes nuclears.

## Toxicitat

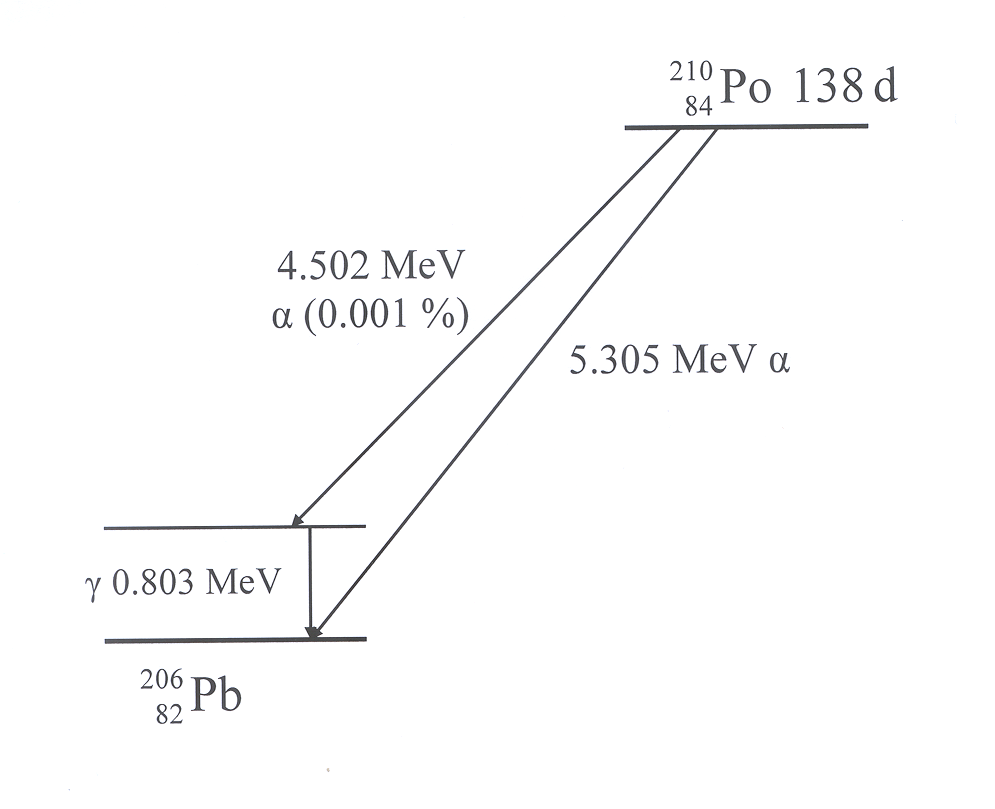
Diagrama energètic de la desintegració del poloni 210 en plom 206

El poloni és aproximadament 2,5 x 1011 vegades més tòxic que l'àcid cianhídric, i s'ha trobat al tabac com a contaminant. El poloni 210 emet partícules alfa amb l'energia 5,3 MeV. Té una activitat gamma molt petita amb quàntums d’energia 0,803 MeV amb una emissió per cada 100 000 d'una d'alfa. El seu període de semidesintegració és de 138,4 dies i l’activitat específica de 166 TBq/g. La dosi absorbida per Bq és molt elevada, 2,5 x 107 Sv/Bq, només superada pel radi 226. Aquesta característica, l'activitat alfa dominant, juntament amb un període de semidesintegració relativament curt, fa que sigui una substància apropiada per emprar-la com intoxicant i per atacs terroristes.

### Assassinats

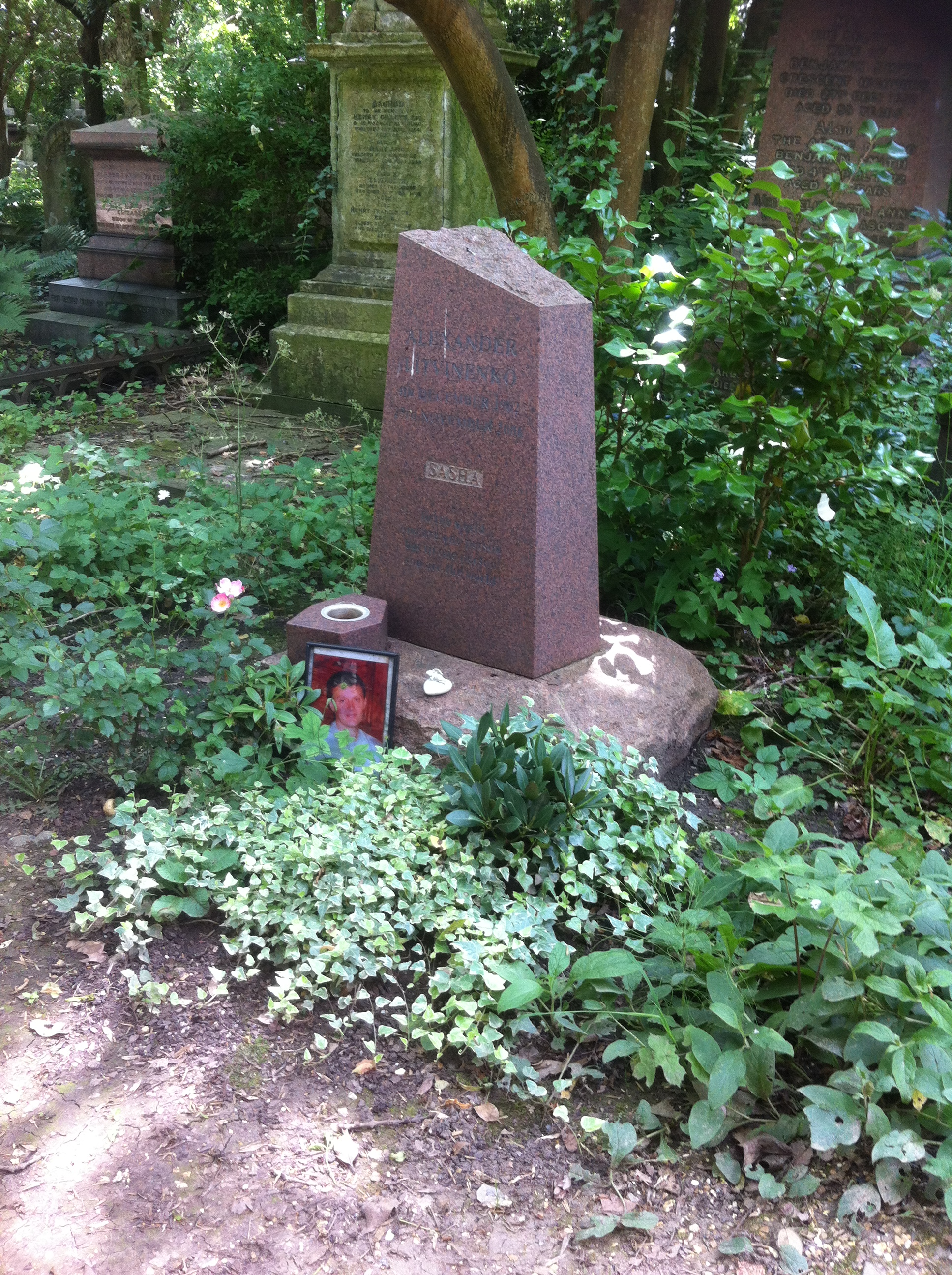
Tomba d'Aleksandr Litvinenko al Highgate Cemetery, al nord de Londres

El 2006 adquirí certa notorietat arran de l'emmetzinament de l'espia rus Aleksandr Litvinenko (1962–2006) a Londres el 23 de novembre de 2006, presumiblement per part dels serveis secrets de Rússia. La mort de Litvinenko provocà la sospita que la mateixa substància també s'hauria pogut utilitzar abans amb fins similars. Així, el setembre del 2004, a Sant Petersburg, morí Roman Tsepov, conseller delegat d’una empresa de seguretat privada. Emmalaltí després d'un viatge de negocis a Moscou i en tres setmanes morí amb símptomes similars als d’una malaltia per radiació, com demostrà l'autòpsia. Després de l'accident de Litvinenko, la mort de Tsepov també es fou atribuïda a la presència de poloni. Se sospita que Letxi Islàmov, conegut com a "Barba", comandant de camp txetxè morí a un hospital de la presó de Volgograd el 21 d'abril de 2004, també fou enverinat per poloni, sent transportat a una presó de màxima seguretat a Mordovia. Condemnat per segrest de policies, fou hospitalitzat en estat crític directament des del vagó de trànsit en un dels hospitals de la presó de Volgograd. Començà a perdre els cabells i les ungles i la pell estava coberta de butllofes. Els símptomes eren totalment idèntics als de Yuri Shchekochikhin, el diputat de la Duma estatal que morí el 3 de juliol de 2003. També Iàssir Arafat, líder polític palestí, probablement també fou enverinat pel poloni. El 2012, els investigadors suïssos de l’Institut de Radiofísica (IRA) de Lausana trobaren en algunes de les seves coses personals (el raspall de dents, la roba, etc.) una mica de poloni 210, no gaire, però superior al valor de fons. La sospita era tan greu que el novembre del 2012 s'obrí la tomba d'Arafat i es prengueren mostres de les seves restes per examinar-les. L'octubre de 2013, els experts suïssos provaren la presència de substàncies radioactives a les mostres. La investigació demostrà que el fons de poloni a la costella d’Arafat era de fins a 900 μBq, molt superior al que s’esperava, però la major part està en equilibri amb el seu predecessor a la cadena radioactiva plom 210. Aquest fet indica la possibilitat que el poloni pogués ser d'origen natural i que mai no fos present al cos d'Arafat en quantitats suficients per a la intoxicació.

### Càncer de pulmó

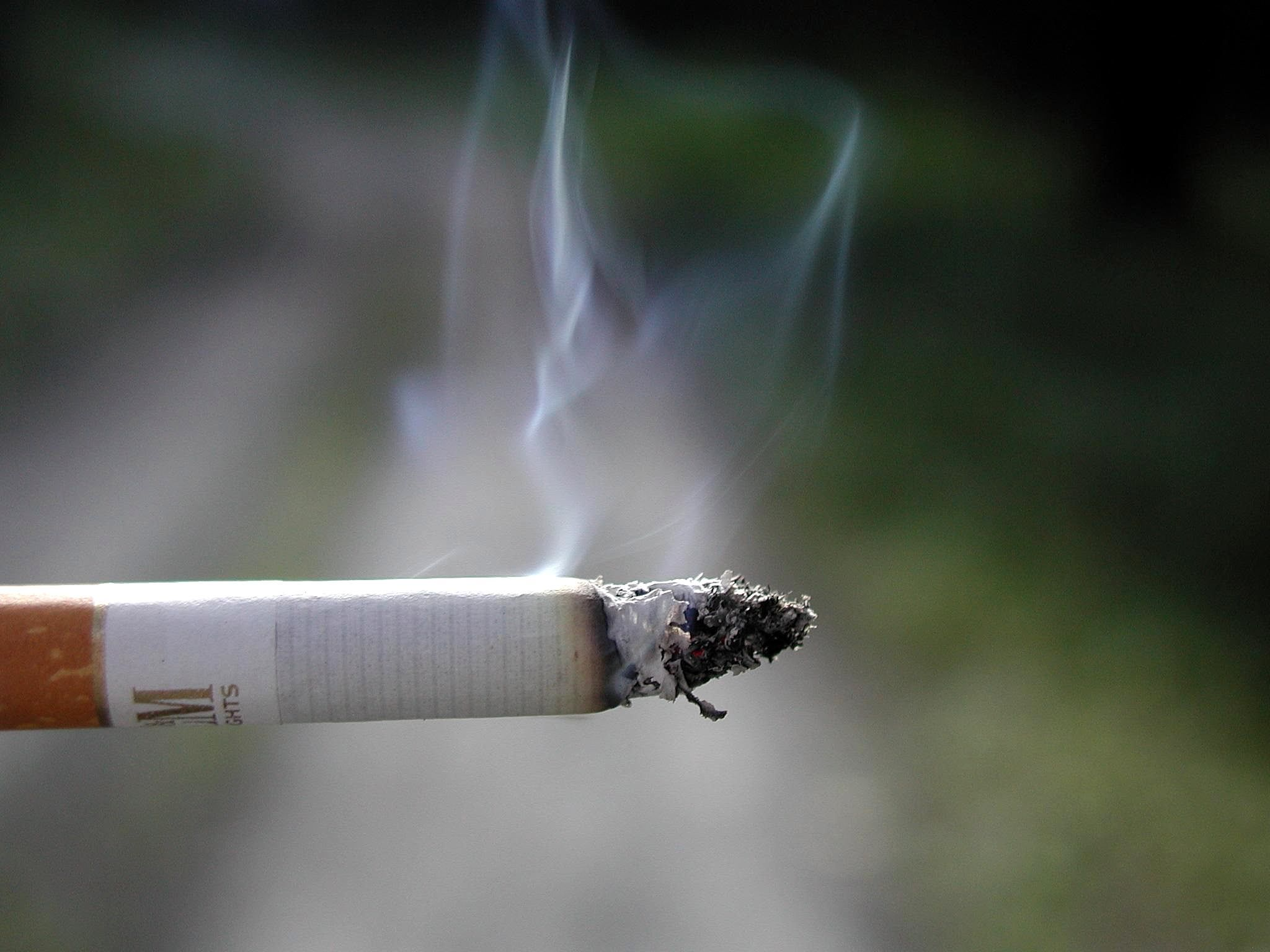
Despreniment de fum en una cigarreta encesa

El 1964 es publicà el primer article científic sobre poloni 210 en el tabac i, en les dècades següents, altres investigacions relacionaren els radioisòtops en cigarretes amb el càncer de pulmó en fumadors. Tot i que científics externs treballaven per determinar si el poloni podia ser una causa de càncer de pulmó, els científics de la indústria del tabac continuaren treballant en silenci amb l'objectiu de protegir els interessos empresarials si el problema del poloni es feia públic. Malgrat quaranta anys d’investigacions que suggereixen que el poloni és el principal agent cancerigen en el tabac, els fabricants no han fet un pas definitiu per reduir la concentració de radioisòtops en el tabac.
Segons diversos estudis, la principal font de poloni 210 són els fertilitzants utilitzats en el cultiu de tabac, que són rics en polifosfats que contenen radi 226 i els seus productes de desintegració, plom 210 i poloni 210. Les fulles de tabac acumulen aquests radioisòtops a través dels seus tricomes, i el plom 210 decau a poloni 210 amb el pas del temps. Amb la combustió, el fum del cigarret es torna radioactiu i el plom 210 i el poloni 210 arriben a l’aparell broncopulmonar, especialment en les bifurcacions de bronquis segmentaris. En aquest lloc, combinat amb altres agents, manifestarà la seva activitat cancerígena, especialment en pacients amb depuració mucosa-ciliar compromesa.